# Henry Moore (biografo)
Henry Moore (Drumcondra, 1751 – Londra, 1844) è stato un religioso irlandese.
Convertitosi al metodismo, fu assistente di John Wesley dal 1784 al 1786 e dal 1788 al 1790. Moore fu inoltre biografo di Wesley, ed, insieme a Thomas Coke, scrisse nel 1824 una biografia del fondatore del metodismo.

## Opere
Life was published in 1824-25. His Life was published by Mrs. Richard Smith, with autobiographical content, in 1844. Moore's other works are: 
- A Reply to Considerations in the Separation of the Methodists from the Established Church (1794)
- Poems, Lyrical and Miscellaneous (1806)
- Life and Death of Mrs. Ann Moore (1813)
- Thoughts on the Eternal Sonship (1816)
- The Life of Mrs. Mary Fletcher of Madeley (1817)
- A Short Account of Mrs. Mary Titherington of Liverpool (1819)
- Sermons (1830)